# Gerald Kretzschmar
Gerald Kretzschmar (* 1971 in Ludwigshafen am Rhein) ist ein evangelischer Theologe.

## Leben
Von 1990 bis 1996 studierte Kretzschmar evangelische Theologie. 1996 legte er das erste theologische Examen bei der Evangelischen Kirche der Pfalz ab. Von 1996 bis 1998 absolvierte er einen Promotionsstudiengang und war Promotionsstipendiat der Studienstiftung des deutschen Volkes. Von 1998 bis 2001 absolvierte er das Vikariat in Frankenthal (Pfalz). Nach der Promotion 1999 mit einer praktisch-theologischen Studie über die empirisch-sozialwissenschaftliche und theologische Wahrnehmung distanzierter Kirchlichkeit war er von 2001 bis 2004 wissenschaftlicher Assistent und Mitarbeiter in der Abteilung für Praktische Theologie an der evangelisch-theologischen Fakultät der Universität München und Lehrbeauftragter am Institut für Soziologie der philosophischen Fakultät der TU Dresden. Von 2005 bis 2015 war er Pfarrer der Evangelischen Kirche der Pfalz in Waldfischbach-Burgalben. Von 2006 bis 2015 war er Privatdozent für das Fach Praktische Theologie an der Evangelisch-Theologischen Fakultät der Universität Bonn. Von 2010 bis 2013 hatte er Lehraufträge an der Evangelisch-Theologischen Fakultät der Universität Mainz. Im Wintersemester 2013/2014 vertrat er den Lehrstuhl Praktische Theologie I an der Evangelisch-Theologischen Fakultät der Universität Tübingen. Seit 2015 lehrt er auf dem Lehrstuhl (W3) für Praktische Theologie mit den Schwerpunkten Homiletik, Liturgik und Kirchentheorie in Tübingen.

## Werke (Auswahl)
- Distanzierte Kirchlichkeit. Eine Analyse ihrer Wahrnehmung. Neukirchener, Neukirchen-Vluyn 2001, ISBN 3-7887-1849-8 (zugleich Dissertation, Heidelberg 2000).
- als Herausgeber mit Uta Pohl-Patalong und Christoph Müller: Kirche, Macht, Kultur (= Veröffentlichungen der Wissenschaftlichen Gesellschaft für Theologie. Band 27). Gütersloher Verlagshaus, Gütersloh 2006, ISBN 3-579-05354-X.
- Kirchenbindung. Praktische Theologie der mediatisierten Kommunikation (= Arbeiten zur Pastoraltheologie, Liturgik und Hymnologie. Band 53). Vandenhoeck & Ruprecht, Göttingen 2007, ISBN 3-525-62398-4 (zugleich Habilitationsschrift, Bonn 2006).
- als Herausgeber mit Friedrich Schweitzer und Birgit Weyel: 200 Jahre Praktische Theologie. Fallstudien zur Geschichte der Disziplin an der Universität Tübingen (= Praktische Theologie in Geschichte und Gegenwart. Band 28). Mohr Siebeck, Tübingen 2018, ISBN 3-16-156304-2.